# Rutník
Rybník Rutník je velký rybník o rozloze vodní plochy asi 8,2 ha, zhruba obdélníkovitého tvaru o rozměrech asi 400 × 300 m, nalézající se polích na bezejmenném potoce asi 1,3 km jižně od centra obce Sruby v okrese Ústí nad Orlicí. Je součástí soustavy dvou rybníků – druhým rybníkem je rybník Netušil. Je zakreslen již na mapovém listě č. 149 z prvního vojenského mapování z let 1764–1768. 
Rybník je využíván pro chov ryb.

## Galerie

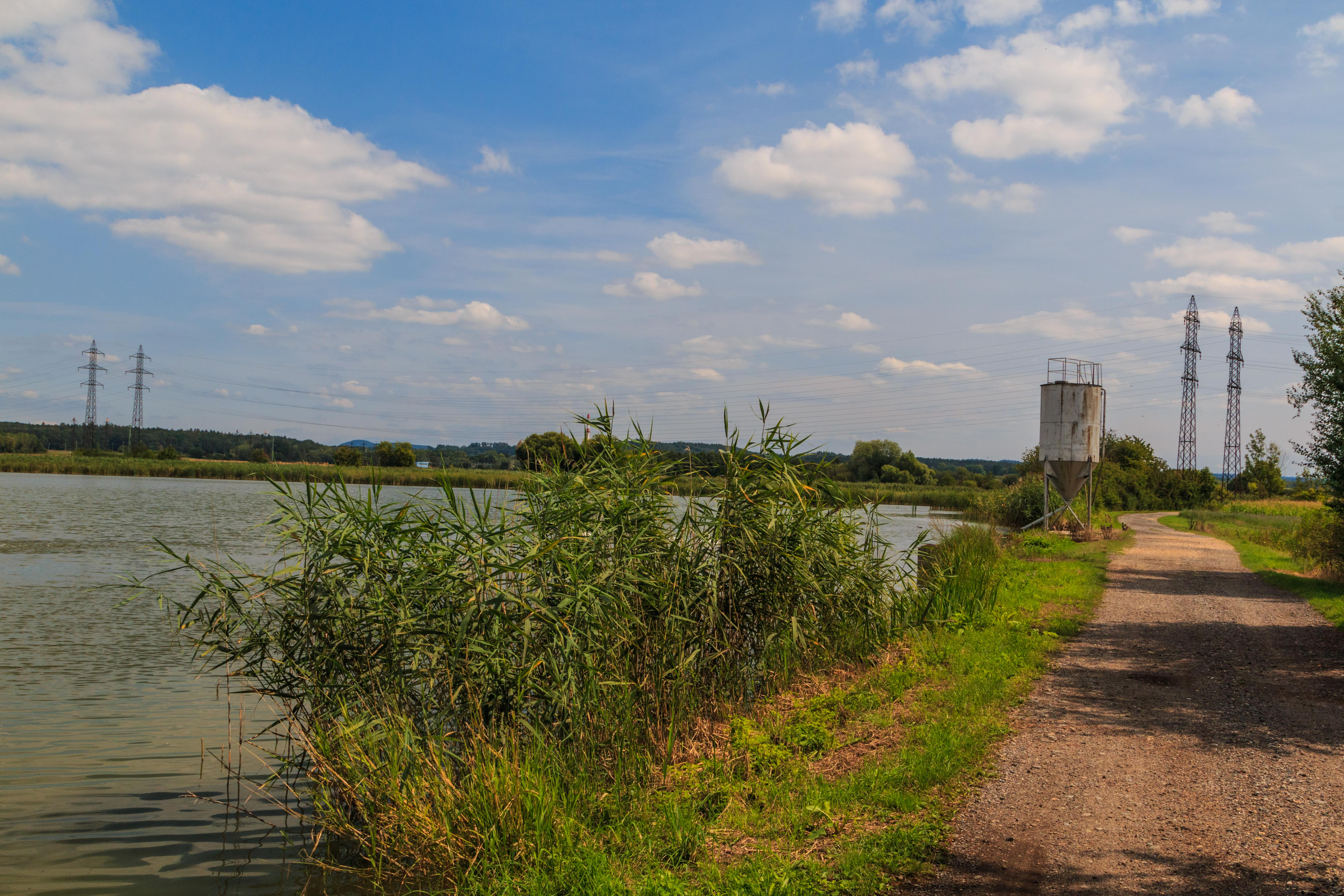
Pohled na rybník Rutník
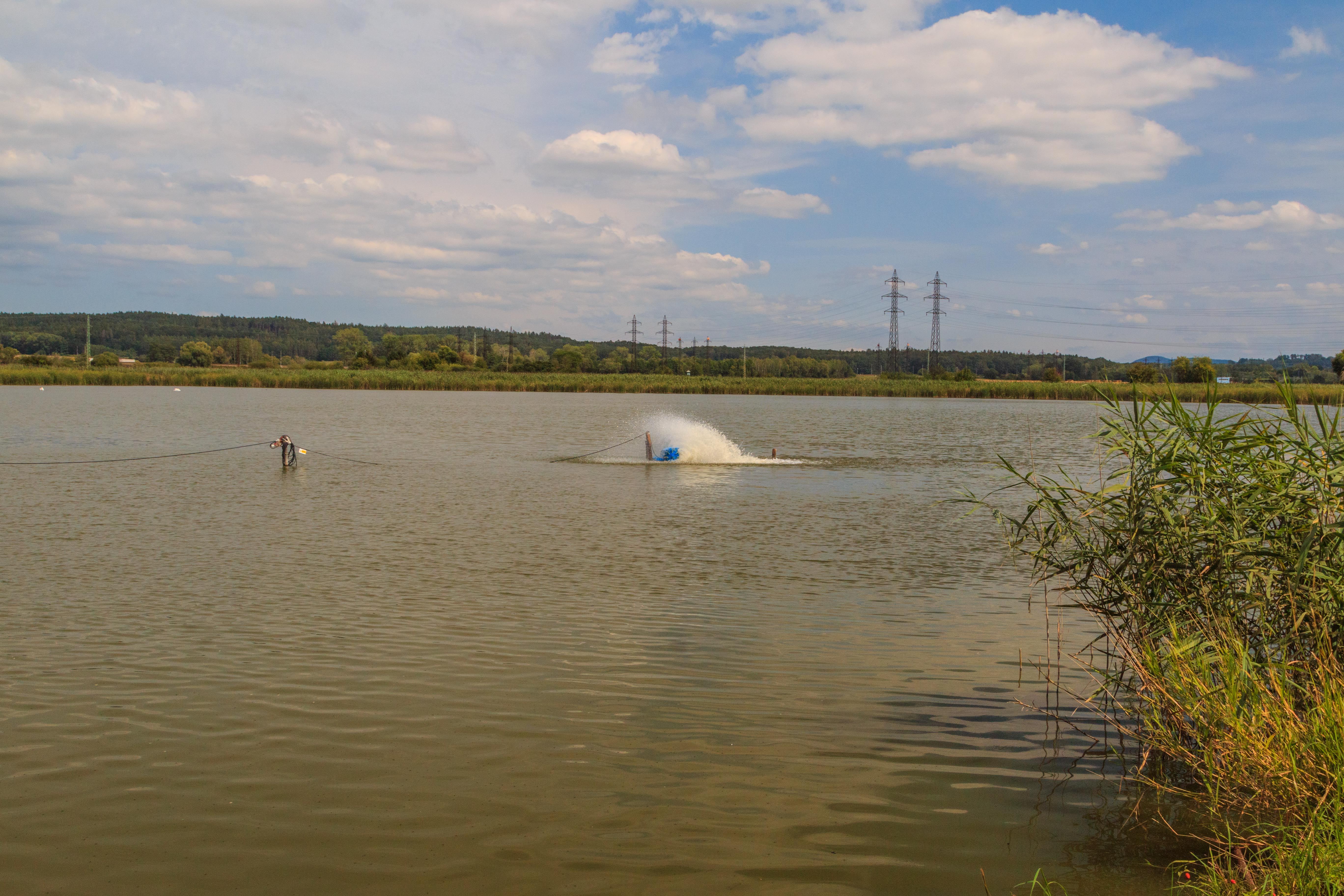
Pohled na rybník Rutník
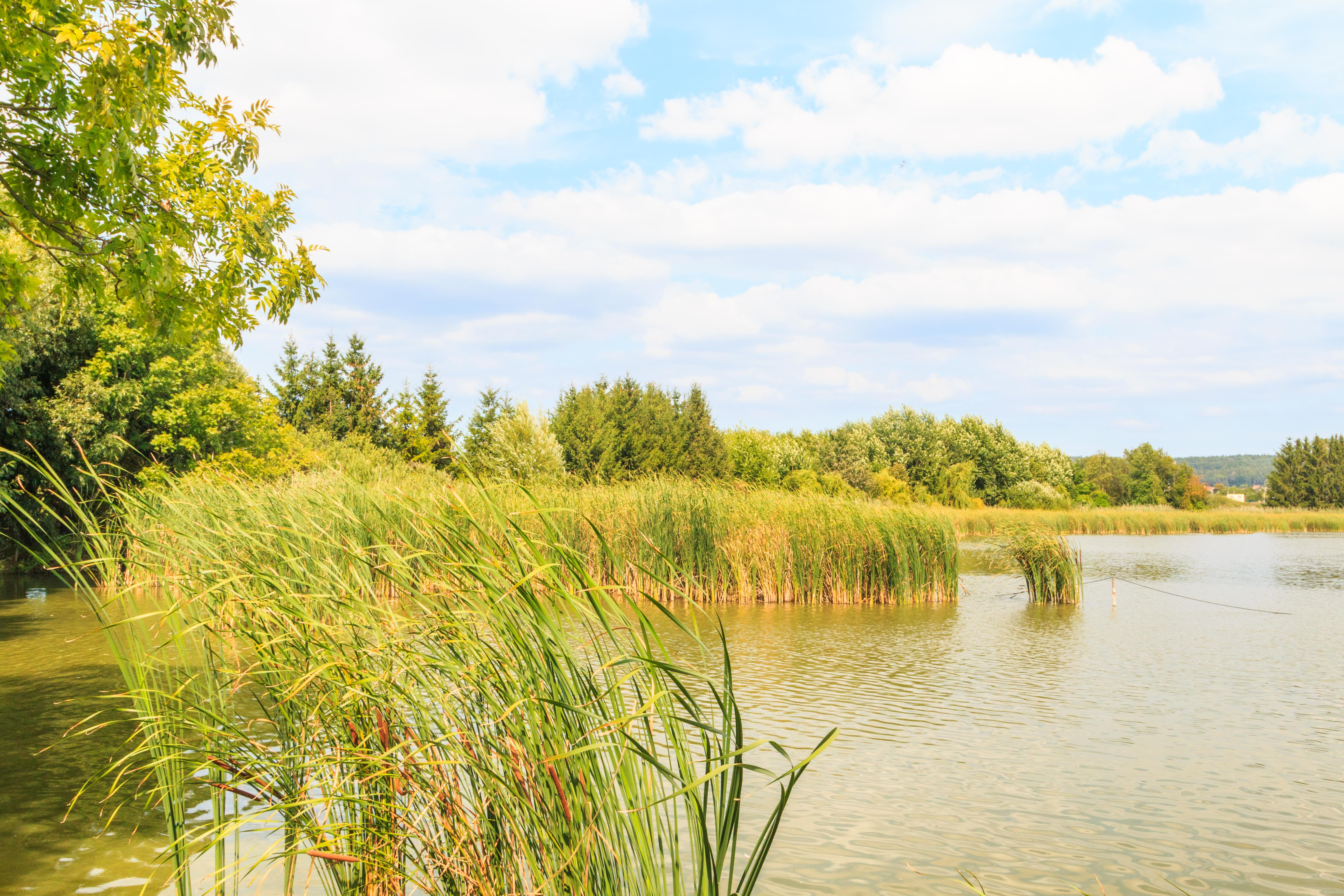
Pohled na rybník Rutník
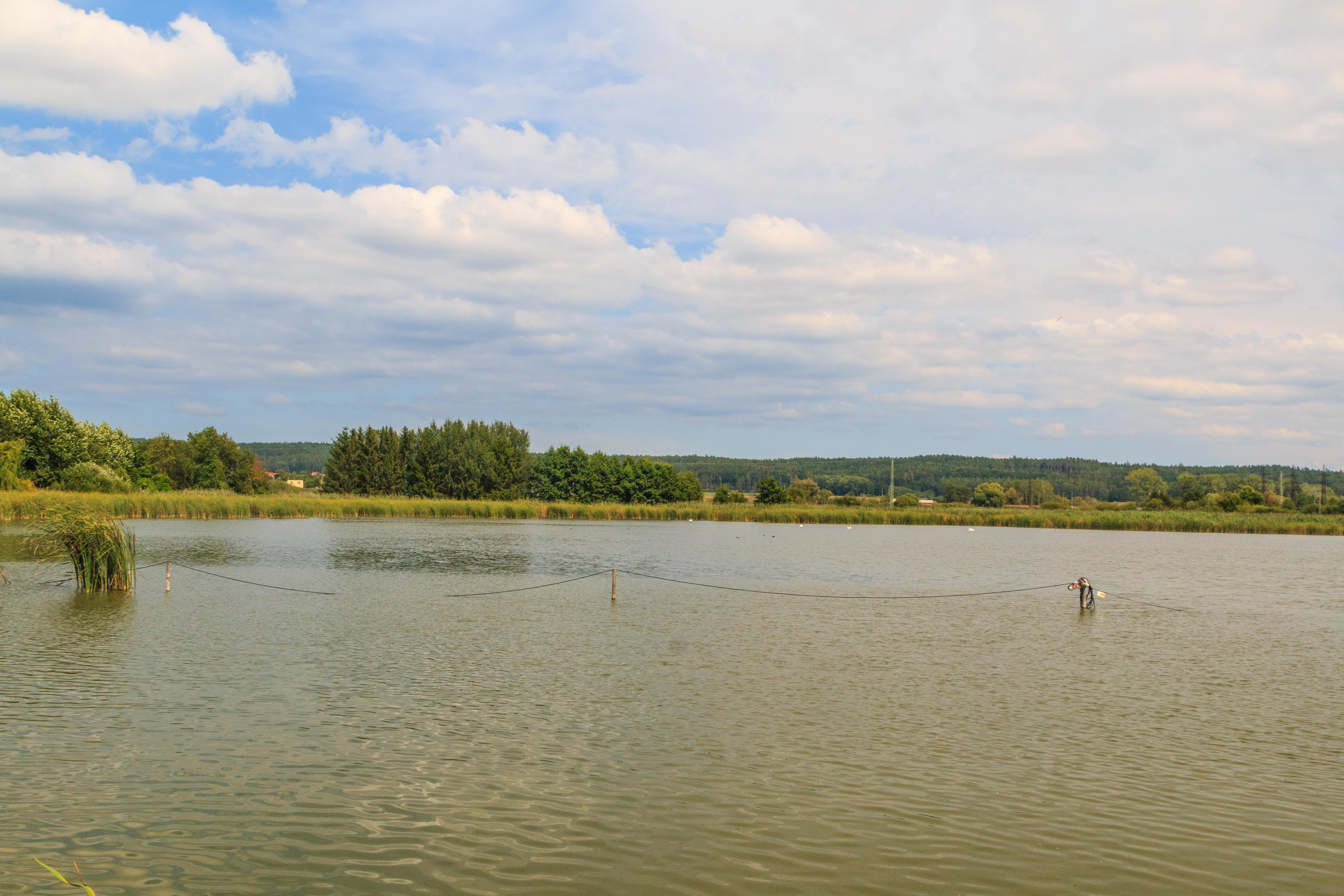
Pohled na rybník Rutník
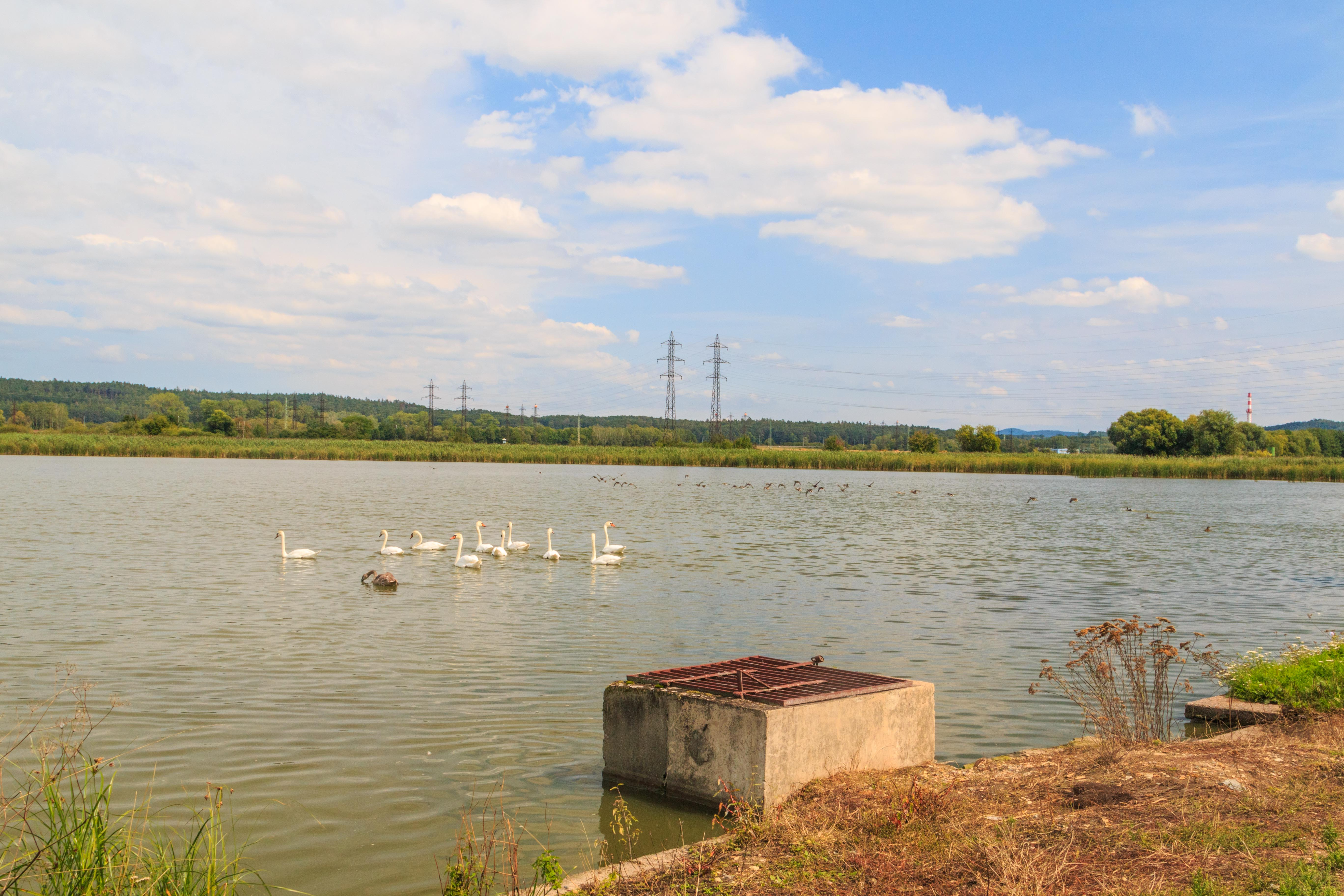
Pohled na rybník Rutník